# Wu Zhiqiang
Wu Zhiqiang (* 10. April 1994 in Tongliao) ist ein chinesischer Sprinter, der sich vor allem auf den 100-Meter-Lauf spezialisiert. 2015 wurde er Asienmeister in der 4-mal-100-Meter-Staffel und sicherte sich 2021 die Bronzemedaille bei den Olympischen Sommerspielen in Tokio.

## Sportliche Laufbahn
Erste internationale Erfahrungen sammelte Wu Zhiqiang bei der Sommer-Universiade 2013 in Kasan, bei der er mit 10,72 s im Viertelfinale über 100 Meter ausschied. Zudem belegte er mit der chinesischen 4-mal-100-Meter-Staffel in 39,54 s den fünften Platz. Bei den IAAF World Relays 2015 auf den Bahamas wurde er mit der 4-mal-200-Meter-Staffel im Vorlauf disqualifiziert, während er mit der 4-mal-100-Meter-Staffel in 57,98 s in der Vorrunde ausschied. Bei den Asienmeisterschaften in Wuhan trug er durch den Einsatz im Vorlauf zum Gewinn der Goldmedaille der chinesischen Mannschaft bei. Zwei Jahre später nahm er mit der Staffel an den Weltmeisterschaften in London und belegte dort mit 38,34 s im Finale den vierten Platz. 2018 wurde er bei den Hallenasienmeisterschaften in Teheran in 6,84 s Siebter im 60-Meter-Lauf. Im Jahr darauf gewann er bei den Asienmeisterschaften in Doha mit neuer Bestleistung von 10,18 s die Bronzemedaille hinter dem Japaner Yoshihide Kiryū und Lalu Muhammad Zohri aus Indonesien. Zudem wurde er mit der chinesischen Stafette im Finale disqualifiziert. Anschließend gelangte er bei den World Relays in Yokohama in 38,16 s auf den vierten Platz und bei den Weltmeisterschaften in Doha erreichte er in 38,07 s im Finale Rang sechs. 2021 steigerte er seine Bestleistung auf 10,11 s und qualifizierte sich damit über die Weltrangliste für die Olympischen Sommerspiele in Tokio, bei denen er mit 10,18 s in der ersten Runde ausschied und mit der Staffel in 37,79 s den vierten Platz belegte. Durch die nachträgliche Disqualifikation der britischen Mannschaft rückte das chinesische Quartett auf den Bronzerang vor.
2023 gewann er bei den Asienmeisterschaften in Bangkok in 38,87 s gemeinsam mit Xie Zhenye, Chen Jiapeng und Chen Guanfeng die Silbermedaille in der 4-mal-100-Meter-Staffel hinter dem Team aus Thailand.

## Persönliche Bestzeiten
- 100 Meter: 10,11 s (+0,1 m/s), 24. Juni 2021 in Chongqing
  - 60 Meter (Halle): 6,63 s, 12. März 2021 in Chengdu
- 200 Meter: 21,05 s (+0,5 m/s), 24. Mai 2019 in Jinhua
  - 200 Meter (Halle): 21,95 s, 16. März 2015 in Peking